# Sixeonotus bebbiae
Sixeonotus bebbiae är en insektsart som beskrevs av Knight 1968. Sixeonotus bebbiae ingår i släktet Sixeonotus och familjen ängsskinnbaggar. Inga underarter finns listade i Catalogue of Life.